# The Zodiac
Ne doit pas être confondu avec Zodiac (film).
Pour plus de détails, voir Fiche technique et Distribution.
The Zodiac est un film américain ayant pour thème l'enquête autour du tueur du Zodiaque, tueur en série sévissant en Californie de 1966 à 1978. Ce film d'Alexander Bulkley (en) est sorti sur les écrans américains en 2006 et directement sur format DVD en France.

## Synopsis
Matt Parish, officier de police et père de famille, est chargé d'enquêter sur les crimes du tueur du Zodiaque qui sévit dans la région de San Francisco de 1966 à 1978.

## Fiche technique
- Titre original : The Zodiac
- Réalisation : Alexander Bulkley
- Scénario : Kelly Bulkley, Alexander Bulkley
- Décors : Laurie Scott
- Costumes : Stephanie Portnoy
- Photographie : Denis Maloney
- Montage : Greg Tillman
- Musique : Michael Suby
- Production : Corey Campodonico, Jeanine Rohn (producteur exécutif)
- Sociétés de production : Blackwater Films, Shadowmachine Films
- Pays d'origine :  États-Unis
- Langue originale : anglais
- Format : Couleur – 35mm
- Genre : Film dramatique, Film policier, Thriller
- Durée : 94 minutes
- Dates de sortie :
  -  Allemagne : 31 juillet 2005 (München Fantasy Filmfest)
  -  États-Unis : 17 mars 2006
  -  France : 6 juin 2007 (DVD)

## Distribution
- Justin Chambers : l'inspecteur Matt Parish
- Robin Tunney (VFB : Valérie Muzzi) : Laura Parish
- Rory Culkin : Johnny Parish
- William Mapother (VFB : Sébastien Hébrant) : Dale Coverling
- Brad William Henke (VFB : Lionel Bourguet) : Bill Gregory
- Rex Linn (VF : Patrick Donnay) : Jim Martinez
- Philip Baker Hall : Frank Perkins
- Marty Lindsey (apparence) et Brian Bloom (voix) (VF : Philippe Résimont) : le Tueur du Zodiaque / le barman
- Alexis Irey : Bobbie Shelby
- Natassia Costa : Mary
- Kris Palm : Michael
- Nate Dushku (VFB : Philippe Allard) : Scott Walters (Washington en VO)
- Katelin Chesna : Patsy
- Kathryn Howell : Mme Boucher

Source et légende : version française (VF) selon le carton du doublage français sur le DVD zone 2.